# Список мистецтвознавчих журналів УРСР
Мистецтвознавчі журнали — періодичні наукові або науково-популярні видання, присвячені теоретичним, історичним, критичним та іншим аспектам мистецтва та мистецтвознавства.
Мистецтвознавчі журнали в УРСР почали виходити з перших років після Жовтневої революції. На їх сторінках висвітлювали питання марксистсько-ленінської естетики, історії, теорії та організаційної практики образотворчого мистецтва, театру, музики, кіно. Журнали містили творчі портрети діячів культури, бібліографічні огляди та аналітичні матеріали.
У спеціалізованих і загальнокультурних журналах розглядали події художнього життя, проблеми розвитку радянського мистецтва й літератури. Значну увагу приділяли критиці та боротьбі проти естетичних теорій і тенденцій, які вважали «чужими або ворожими ідеологічним засадам передового радянського мистецтва».
У 1920—1930-х роках мистецтвознавчі журнали відіграли важливу роль у формуванні українського радянського мистецтва та становленні національного мистецтвознавства.

## Список
У цьому списку в хронологічній послідовності подані українські мистецтвознавчі журнали.
- Стрілочкою (→) — позначена зміна назви журналів.
- Плюсом (+) — позначені журнали,  видання яких продовжено в Україні.
- Знаком питання (?) — позначені журнали точну дату припинення видання яких не встановлено.

| Назва журналу                                                                  | Місто видання        | Роки видання           |
| ------------------------------------------------------------------------------ | -------------------- | ---------------------- |
| «Театральні Вісті»                                                             | Київ                 | 1917                   |
| «Театральная жизнь»                                                            | Харків               | 1918                   |
| «Театральный вестник»                                                          | Харків               | 1919                   |
| «Творчество»                                                                   | Харків               | 1919                   |
| «Театр»                                                                        | Київ                 | 1919                   |
| «Музагет»                                                                      | Київ                 | 1919                   |
| «Пути творчества»                                                              | Харків               | 1919—1920              |
| «Мистецтво»                                                                    | Київ                 | 1919—1920              |
| «Шляхи мистецтва»                                                              | Харків               | 1921—1923              |
| «Театр»                                                                        | Одеса                | 1922                   |
| «Искусство»                                                                    | Київ                 | 1922                   |
| «Зритель»                                                                      | Одеса                | 1922                   |
| «Просвещение и искусство»                                                      | Харків               | 1922                   |
| «Календарь искусств»                                                           | Харків               | 1923                   |
| «Художественная жизнь»                                                         | Харків               | 1922—1923              |
| «Барикади театру»                                                              | Київ                 | 1923—24                |
| «Театр, литература, музыка, балет, графика, живопись, кино»                    | Харків               | 1922—1925              |
| «Силуэты»                                                                      | Одеса                | 1922—1925              |
| «Музика»                                                                       | Київ; Харків         | 1923—25; 1927          |
| «Искусство трудящихся»                                                         | Дніпропетровськ      | 1925—1926              |
| «Театр, музыка, кино»                                                          | Київ                 | 1925—1927              |
| «Нове мистецтво»                                                               | Харків               | 1925—1928              |
| «Етнографічний вісник»                                                         | Київ                 | 1925—1932              |
| «Кіно»                                                                         | Харків; Київ; Харків | 1925; 1926—32; 1932—33 |
| «Сільський театр»                                                              | Харків               | 1926—1930              |
| «Наука и искусство»                                                            | Одеса                | 1927                   |
| «Зритель»                                                                      | Миколаїв             | 1927                   |
| «Нова генерація»                                                               | Харків               | 1927—1930              |
| «Музика — масам»                                                               | Київ                 | 1926—1931              |
| «Радянське мистецтво»                                                          | Київ                 | 1928—1932              |
| «Зодчество» (українською та росйською)                                         | Харків               | 1928                   |
| «Мистецтво масам»                                                              | Запоріжжя            | 1929                   |
| «Журнал мистецтв (ЖУМ)»                                                        | Дніпропетровськ      | 1929—1930              |
| «Радянський театр»                                                             | Харків               | 1929—1931              |
| «Мистецька трибуна»                                                            | Харків               | 1930—1931              |
| «Хроніка археології та мистецтва»                                              | Київ                 | 1930—1931              |
| «Масовий театр»                                                                | Харків               | 1931—1933              |
| «Наукові записки» ВУТОРМ                                                       | Харків               | 1931                   |
| «Червоноармійська естрада»                                                     | Харків               | 1932                   |
| «Радянська музика»                                                             | Харків               | 1933—34, 1936—41       |
| «Соціалістичний Київ»                                                          | Київ                 | 1935—1936              |
| «Радянське кіно»                                                               | Київ                 | 1935—1938              |
| «Малярство і скульптура» → «Образотворче мистецтво» (1939—41)                  | Київ                 | 1935—1941              |
| «Театр»                                                                        | Київ                 | 1936— 1941             |
| «Український фольклор» → «Народна творчість» (1939—1941)                       | Київ                 | 1937—1941              |
| «Архітектура Радянської України»                                               | Київ                 | 1938—1941              |
| «Мистецтво, фольклор, етнографія»                                              | Київ                 | 1947                   |
| «Архітектура і будівництво» (1953—55) → «Строительство и архитектура» (з 1957) | Київ                 | 1953—1991              |
| «Мистецтво»                                                                    | Київ                 | 1954—1969              |
| «Народна творчість та етнографія»                                              | Київ                 | 1957—1991+             |
| «Новини кіноекрану»                                                            | Київ                 | 1961—1992              |
| «Театральна культура»                                                          | Київ                 | 1966—70; 1980—?        |
| «Українське мистецтвознавство»                                                 | Київ                 | 1967—1974              |
| «Українське музикознавство»                                                    | Київ                 | 1967—1991+             |
| «Образотворче мистецтво»                                                       | Київ                 | 1970—1991+             |
| «Музика»                                                                       | Київ                 | 1970—1991+             |
| «Український театр»                                                            | Київ                 | 1970—1991+             |
| «Мистецтво кіно»                                                               | Київ                 | 1979—1986              |

## Поза списком
У Львові видавали журнали:
- «Театральне мистецтво» (1922—24),
- «Аматорський театр» (1925—26),
- «Українське мистецтво» (1926, 1930),
- «Жива сцена» (1930, додаток до журналу «Вікна»),
- «Мистецтво» (1932—36),
- «Українська музика» (1937—39),
- «Мистецтво і культура» (1939).[1]